# I Love You Phillip Morris
I Love You Phillip Morris is een Frans/Amerikaanse romantische comedydramafilm uit 2009.
De film is geregisseerd door Glenn Ficarra en
John Requa als verfilming van het boek I Love You Phillip Morris: A True Story of Life door Steve McVicker. Het verhaal vertelt het waargebeurde verhaal van de homoseksuele oplichter en fraudeur Steven Jay Russell, die in de film gespeeld wordt door Jim Carrey.

## Verhaal
Politieagent Steven Russell is schijnbaar gelukkig getrouwd, totdat hij na een verkeersongeluk uit de kast komt. Zijn nieuwe flamboyante levensstijl blijkt flink duur en Russell besluit over te gaan tot fraude. Eenmaal in de gevangenis beland ontmoet hij de gevoelige Phillip Morris die de tweede liefde van zijn leven blijkt.

## Rolverdeling
| Acteur          | Personage               |
| --------------- | ----------------------- |
| Jim Carrey      | Steven Jay Russell      |
| Ewan McGregor   | Phillip Morris          |
| Leslie Mann     | Debbie                  |
| Rodrigo Santoro | Jimmy                   |
| Antoni Corone   | Lindholm                |
| Brennan Brown   | Larry Birkheim          |
| Michael Showers | Gary                    |
| Marc Macaulay   | Politieagent in Houston |
| Annie Golden    | Eudora Mixon            |
| Michael Mandel  | Cleavon                 |